# Hirono (Fukushima)
Hirono (jap. 広野町, -machi) ist eine Kleinstadt im Landkreis Futaba in der japanischen Präfektur Fukushima.
In Japan ist Hirono für das nationale Fußballtrainingszentrum J-Village bekannt, in dem bis zum Tōhoku-Erdbeben 2011 auch die Nationalmannschaft trainierte. Danach wurde das Trainingszentrum als Unterkunft für Arbeiter benutzt, die an den Aufräumarbeiten der Nuklearkatastrophe von Fukushima beteiligt waren.

## Geografie
Hirono liegt am Pazifischen Ozean. In 10 km Entfernung von der Küste steigt das Abukuma-Hochland an, das von Wäldern geprägt und weitgehend unbesiedelt ist. Dessen höchste Erhebung auf dem Gemeindegebiet ist der Gosha-yama (五社山) mit 685,3 m. An dessen Südseite entspringt auch der Fluss Asami-gawa (浅見川), der nach 21 km beim Stadtzentrum in den Pazifik mündet. Weitere Flüsse auf dem Gemeindegebiet sind der etwa ein Kilometer südlicher mündende Oriki-gawa (折木川) sowie der etwa ein Kilometer nördlich mündende Kitaba-gawa (北迫川). Beide entspringen knapp außerhalb des Gemeindegebietes.
Hirono ist umgeben von Naraha im Norden und Iwaki im Süden.

## Geschichte
Bei der Fundstätte Uetagō (上田郷遺跡, Uetagō iseki) wurden Keramiken aus der Jōmon-Zeit gefunden, die belegen, dass die Gegend um Hirono schon zu dieser Zeit besiedelt war.
Im späten 15. Jahrhundert ließ der Iwaki-Klan auf dem 122,5 m hohen Hügel Takakura die nicht mehr erhaltene Burg Takakura (高倉城, Takakura-jō) errichten, von der aus die umliegende Region bis hin zum Nordteil des Bezirks Iwaki (磐城郡) kontrolliert wurde.
Die Gemeinde Hirono entstand im Zuge der landesweiten Reorganisation des Gemeindewesens am 1. April 1889 und befand sich in dem damaligen Landkreis Naraha (楢葉郡, -gun). Dieser Landkreis wurde am 1. April 1896 mit dem Landkreis Shineha (標葉郡, -gun) zum Landkreis Futaba (双葉郡, -gun), wörtlich: „zwei ha (葉)“, zusammengelegt.
Am 1. April 1940 wurde Hirono zur Kleinstadt (machi) aufgestuft.
1986 wurden in Hirono Teile eines Hadrosaurier-Skelettes gefunden, das von einigen Forschern als neue Art namens Hironosaurus (ヒロノリュウ, Hironoryū) angesehen wird.

### Tōhoku-Erdbeben, -Tsunami und Nuklearkatastrophe 2011

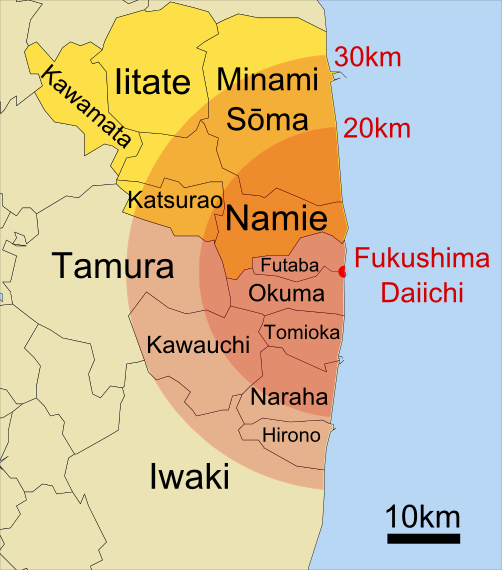
Lage von Hirono, des Kernkraftwerks Fukushima Daiichi und der Langzeit-Evakuierungszonen

Die Gemeinde Hirono, für die bei der Volkszählung von 2010 eine Bevölkerung von 5.418 angegeben worden war, wurde am 11. März 2011 vom Tōhoku-Erdbeben getroffen. 160 Wohngebäude wurden völlig und 593 teilweise zerstört.
Die Brand- und Katastrophenschutzbehörde (Fire and Disaster Management Agency, FDMA) meldete bis zu ihrem 145. Schadensbericht vom 13. März 2012 zwei Tote und einen Vermissten, erhöhte ihre Angabe dann in ihrem 146. Schadensbericht vom 28. September 2012 auf 28 Tote und einen Vermissten und bis zum 157. Schadensbericht vom 7. März 2018 auf 47 Tote und einen Vermissten.
Durch die vom Erdbeben ausgelöste Nuklearkatastrophe von Fukushima wurde für einen 20–30-km-Umkreis um das Kraftwerk die Evakuierung empfohlen, innerhalb dessen die Stadt vollständig liegt. Am 15. März wurde die Gemeindeverwaltung zunächst in der Sporthalle von Ono untergebracht und dann am 15. April nach Iwaki verlegt. Als die Regierung die Evakuierungsempfehlung Ende September 2011 zurückzog, war Hirono am 14. Dezember 2011 die erste Gemeinde, die ihre Verwaltungsfunktionen wieder zurückverlegte.
Als Gegenmaßnahme zur Nuklearkatastrophe wurde ein Sperrgebiet um das Kernkraftwerk Fukushima Daiichi in einem Umkreis von 20 km ausgewiesen. Es gab jedoch auch jenseits dieses 20-km-Radius viele andere Standorte mit hohen Strahlungswerten, da radioaktive Partikel über den Wind aus dem havarierten Kraftwerk fortgetragen wurden. Zu diesen Orten zählten 11 Dörfer und Städte, darunter Minamisōma, Naraha, Tomioka, Kawauchi, Ōkuma, Futaba, Namie, Katsurao, Iitate, Tamura und Kawamata. Diese Regionen wurden entsprechend ihrer radioaktiven Belastung nach der Erlassung der Evakuierungsanordnungen vom 7. Mai 2013 in folgende vier verschiedene Kategorien eingeteilt: Gebiete mit einer Strahlenbelastung von weniger als 20 mSv pro Jahr, die von der Regierung als Schwellenwert für eine dauerhafte Rückkehr behandelt wurde, bildeten die Kategorie 1. Gebiete dieser Kategorie 1 konnten die Einwohner nach eigenem Ermessen und ohne Einsatz von Schutzausrüstung betreten mit der einzigen Einschränkung, dass sie dort nicht übernachten durften. Diese Gebiete waren bereit für eine Aufhebung des Evakuierungsbefehls. In Gebieten mit einer Strahlenbelastung zwischen 20 und 50 mSv pro Jahr (Kategorie 2) war den Einwohnern ein dauerhafter Aufenthalt untersagt. Gebiete mit über 50 mSv pro Jahr (Kategorie 3) wurden als langfristig ungeeignet für eine Rückkehr der Einwohner angesehen. Einen Sonderstatus nahm ein viertes Evakuierungsgebiet ein.
Hirono ist ein Beispiel dafür, dass selbst in Gebieten mit verhältnismäßig geringer Strahlungsbelastung über die Luft die Anzahl der Rückkehrer begrenzt bleibt. Trotz der Aufhebung der Evakuierungsbefehle durch den Stadtbürgermeister von Hirono im März 2012 und der Wiederherstellung eines großen Teils der Infrastruktur durch die Stadtverwaltung war im Juni 2013 lediglich ein Viertel der Einwohner der Stadt zurückgekehrt. Zwar trieb die Regierung die Dekontaminierung von radioaktiven Abfällen, die Entfernung von Trümmern und den Wiederaufbau der Infrastruktur voran, doch wurden für das Alltagsleben unentbehrliche Dienstleistungen, wie sie von örtlichen Geschäften und medizinischen Einrichtungen bereitgestellt werden, nicht vollständig wiederaufgenommen. Im August 2012 nahm die Hirona Grundschule in der Stadt Hirono den Unterricht wieder auf, doch kamen lediglich 20 Prozent der Schüler wieder an die Schule zurück.

## Verkehr
Die wichtigsten Fernstraßen von Hirono sind die Jōban-Autobahn nach Misato und die Nationalstraße 6 nach Chūō (Tokio) oder Sendai.
Anschluss an das Schienennetz besteht mit der JR Jōban-Linie zum Bahnhof Nippori in Arakawa oder Iwanuma.
Die Jōban-Linie Richtung Iwanuma hat hier ihre momentane Endhaltestelle, ebenso endet die Autobahn an der Abfahrt nach Hirono, da danach jeweils die Sperrzone folgt.

## Bildung
In Hirono befindet sich die Grundschule Hirono (広野町立広野小学校, Hirono-chōritsu Hirono shōgakkō) und die Mittelschule Hirono (広野町立広野中学校, Hirono-chōritsu Hirono chūgakkō).

## Städtepartnerschaften
Am 29. Juli 2008 wurde Misato in der Präfektur Saitama zur Partnerstadt.

## Kraftwerk Hirono
Tepco betreibt ca. 3 km nördlich der Stadt das Kraftwerk Hirono. Es besitzt drei Blöcke mit 600 MW und zwei Blöcke mit 1000 MW in welchen Schweröl, Erdöl und Kohle verfeuert werden. Dieses direkt am Pazifischen Ozean gelegene Kraftwerk wurde durch das Tōhoku-Erdbeben und Tsunami 2011 beschädigt und nach vier Monaten wieder in Betrieb genommen.